# Daleho Irandust
Daleho Mohsen Irandust (pers. دالاهو ایراندوست; Göteborg, 4 giugno 1998) è un calciatore svedese di origini iraniane, centrocampista del Brommapojkarna.

## Carriera

### Club
Anche a livello calcistico, Irandust è cresciuto in squadre della sua città natale Göteborg o del suo circondario: terminata la parentesi al Balltorps FF di Mölndal, infatti, è approdato prima alle giovanili del GAIS, poi a quelle dell'Häcken.
Proprio con la maglia dell'Häcken ha esordito nella massima serie svedese a 18 anni. La sua prima partita in campionato è stata Häcken-Djurgården (0-0), valida per la seconda giornata dell'Allsvenskan 2017. Già nel corso di quella stagione è riuscito a trovare spazio, tanto da essere schierato titolare dal tecnico Mikael Stahre in più della metà delle partite. A fine torneo è stato inserito tra i candidati per il riconoscimento di debuttante dell'anno dell'Allsvenskan. Negli anni seguenti, sotto la guida dell'allenatore Andreas Alm, ha rinsaldato il proprio posto nell'undici titolare dei gialloneri.
Il 31 agosto 2021 è stato acquistato a titolo definitivo dal Groningen su consiglio di Rasmus Lindgren, compagno di squadra di Irandust all'Häcken nonché ex giocatore del club biancoverde. Ha debuttato ufficialmente il 12 settembre 2021 durante la gara casalinga di Eredivisie contro l'Heerenveen. Il 27 ottobre 2021 ha segnato il suo primo gol ufficiale con la maglia del Groningen in occasione della partita di Coppa d'Olanda contro l'Helmond Sport, mentre il successivo 27 novembre contro il Fortuna Sittard ha realizzato la prima (e unica) rete in campionato.
Nonostante il suo contratto scadesse nel 2026, la sua permanenza nei Paesi Bassi è durata circa due anni e mezzo: nel gennaio 2024, all'inizio della finestra invernale di mercato, la dirigenza ha dichiarato che il giocatore non faceva parte dei piani del club.
Il 27 febbraio 2024 è tornato a far parte di una squadra svedese con l'ingaggio biennale da parte del Brommapojkarna.

### Nazionale
Nonostante l'origine curdo-iraniana che gli avrebbe permesso di essere convocato per le rappresentative giovanili del paese persiano, Irandust ha preferito scegliere la rappresentativa svedese.

## Palmarès

### Club

#### Competizioni nazionali
- Coppa di Svezia: 1

Häcken: 2018-2019